# Luca Nardi
Pour les articles homonymes, voir Nardi.
Luca Nardi, né le 6 août 2003 à Pesaro, est un joueur de tennis professionnel italien.

## Biographie
Fils de Raffaella et d'un notaire napolitain nommé Dario, Luca Nardi commence à jouer au tennis à l'âge de sept ans au Tennis Club Baratoff à Pesaro, encouragé par ses parents et surtout par son frère aîné, Niccolò, qui abandonne plus tard le sport pour des études de design. Après avoir fréquenté un lycée scientifique à Pesaro pendant deux ans, il rejoint en septembre 2019 le Centre technique fédéral à Tirrenia, où il était entraîné par Claudio Galoppini, conciliant sport et études. Il aime le football et le padel, soutient le SSC Naples grâce à son père, et admire aussi des joueurs de tennis tels que Roger Federer et Novak Djokovic.

## Carrière

### 2020-2021: débuts sur le circuit ATP
Nardi fait ses débuts dans le tableau principal d'un tournoi ATP en octobre 2020 à l'European Open en simple, où il perd contre Marcos Giron en trois sets, et en double en partenariat avec Zane Khan. Il atteint ses meilleurs classements en carrière de no 356 mondial en simple et no 544 en double le 13 décembre 2021 après avoir atteint respectivement les demi-finales en simple et les quarts de finale en double en tant que wild card au tournoi Challenger de Città di Forlì III.

### 2022: quatre titres de Challenger, débuts en Masters 1000, top 150 et première victoire ATP
Lors de la première semaine du circuit ATP Challenger 2022, Nardi remporte son premier titre Challenger au Challenger Città di Forlì, en battant Mukund Sasikumar en finale. En conséquence, il atteint le top 300 le 17 janvier 2022 en tant que no 296 mondial. Il remporte son deuxième titre Challenger au Challenger de Lugano, en battant Leandro Riedi en finale. Il fait ses débuts en Masters 1000 au Masters de Rome en tant qu'invité. En septembre, il remporte son troisième titre Challenger à Majorque, en battant Zizou Bergs en finale, marquant ainsi sa première victoire en Challenger sur dur extérieur. Il fait ses débuts dans le top 150 mondial le 12 septembre 2022 en tant que no 142.
En octobre au tournoi ATP 500 d'Astana, il se qualifie pour le tableau principal en battant la tête de série David Goffin. Il remporte son premier match ATP en battant le qualifié Alexander Shevchenko pour atteindre le deuxième tour où il perd contre la troisième tête de série Stéfanos Tsitsipás dans un match serré en deux tie-breaks, ayant eu deux balles de break et n'en concédant aucune.

### 2023-2024: premières victoires en Masters 1000, victoire sur leno1mondial et entrée dans le top 100
En avril 2023, classé no 159, il fait ses débuts au Masters 1000 de Monte-Carlo après avoir battu la quatrième tête de série Constant Lestienne et la onzième tête de série Oscar Otte lors des qualifications. Il remporte son match du premier tour, enregistrant sa première victoire en Masters 1000 et seulement sa deuxième sur le circuit ATP, contre l'invité Valentin Vacherot. Il perd contre son compatriote et 16e tête de série Lorenzo Musetti en seulement 50 minutes au tour suivant. En conséquence, il progresse de plus de 15 positions au classement mondial.
Il reçoit une wild card pour le tableau principal du Masters de Rome, où il perd au premier tour contre David Goffin. Lors des semaines suivantes, Nardi atteint les quarts de finale de deux tournois Challenger, à Vicence et à Milan. En août, il remporte son quatrième titre Challenger à Porto, en battant le Portugais João Sousa en finale, et atteint son meilleur classement en carrière en tant que no 116 mondial le 28 août 2023. En octobre, il reçoit une wild card pour le tableau principal de l'European Open où il perd au premier tour contre Dominic Thiem. En novembre, il se qualifie pour les Next Generation ATP Finals où il termine dernier de son groupe après deux défaites contre Arthur Fils et Dominic Stricker et une victoire contre son compatriote Flavio Cobolli.
En 2024, au Masters d'Indian Wells, classé 123e à l'ATP, il remplace en tant que lucky loser la 30e tête de série Tomás Martín Etcheverry directement au deuxième tour. Il y bat Zhang Zhizhen. Dans son match suivant face au numéro 1 mondial Novak Djokovic, il s'impose en trois sets, devenant le deuxième lucky loser de l'histoire à battre Djokovic après son compatriote Lorenzo Sonego à Vienne en 2020. Il s'incline en huitièmes de finale contre le 17e mondial Tommy Paul.

## Parcours dans les tournois duGrand Chelem

### En simple
| Année | Open d'Australie | Open d'Australie | Internationaux de France | Internationaux de France | Wimbledon       | Wimbledon        | US Open         | US Open                |
| ----- | ---------------- | ---------------- | ------------------------ | ------------------------ | --------------- | ---------------- | --------------- | ---------------------- |
| 2022  | —                | —                | Q3                       | B. Zapata Miralles       | —               | —                | Q1              | Dimitar Kuzmanov       |
| 2023  | Q1               | Ernesto Escobedo | Q1                       | Alejandro Tabilo         | Q2              | Taro Daniel      | Q1              | Thiago Agustín Tirante |
| 2024  | Q2               | Dane Sweeny      | 1er tour (1/64)          | Alexandre Müller         | 1er tour (1/64) | T. M. Etcheverry | 1er tour (1/64) | R. Bautista-Agut       |
| 2025  | 1er tour (1/64)  | Gabriel Diallo   | 1er tour (1/64)          | Fábián Marozsán          | 1er tour (1/64) | Jannik Sinner    |                 |                        |

N.B. : à droite du résultat se trouve le nom de l'ultime adversaire.

## Parcours dans les Masters 1000
| Année | Indian Wells          | Miami | Monte-Carlo        | Madrid | Rome                 | Canada | Cincinnati               | Shanghai           | Paris |
| ----- | --------------------- | ----- | ------------------ | ------ | -------------------- | ------ | ------------------------ | ------------------ | ----- |
| 2022  | —                     | —     | —                  | —      | 1er tour C. Norrie   | —      | —                        | —                  | —     |
| 2023  | —                     | —     | 2e tour L. Musetti | —      | 1er tour D. Goffin   | —      | —                        | —                  | —     |
| 2024  | 1/8 de finale T. Paul | —     | 1er tour F. Auger  | —      | 2e tour H. Rune      | —      | —                        | 1er tour A. Müller | —     |
| 2025  | 1er tour C. Norrie    | —     | —                  | —      | 2e tour A. de Minaur | —      | 1/8 de finale C. Alcaraz |                    |       |

N.B. : sous le résultat se trouve le nom de l’ultime adversaire.

## Victoires sur le top 10
Toutes ses victoires sur des joueurs classés dans le top 10 de l'ATP lors de la rencontre.
| Légende      |
| Grand Chelem |
| Masters 1000 |
| ATP 500      |
| ATP 250      |
| Coupe Davis  |

| # | L.N.   | Tournoi      | Année | Surface | Adversaire     | Rang | Tour | Score         |
| - | ------ | ------------ | ----- | ------- | -------------- | ---- | ---- | ------------- |
| 1 | no 123 | Indian Wells | 2024  | Dur     | Novak Djokovic | no 1 | 1/16 | 6-4, 3-6, 6-3 |

## Classements ATP en fin de saison
| Année          | 2018 | 2019 | 2020 | 2021 | 2022 | 2023 | 2024 |
| Rang en simple | 1492 | 1443 | 806  | 460  | 129  | 118  | 92   |
| Rang en double | –    | 1542 | 1702 | 829  | 383  | 627  | –    |

Source : (en) Classements de Luca Nardi sur le site officiel de la Fédération internationale de tennis